# Бет365 (стадион)
«Стадион Бет365» (англ. Bet365 Stadium) — стадион в городе Сток-он-Трент, домашняя арена футбольного клуба «Сток Сити». С 1997 по 2016 годы стадион был известен под названием «Британния» (англ. Britannia Stadium).
Первый гол на стадионе забил Грэм Кевенег из «Сток Сити» в игре Кубка Футбольной лиги против «Рочдейла».
Официальное открытие стадиона состоялось 30 августа 1997 года, церемонию провёл сэр Стэнли Мэтьюз. После смерти Мэтьюза в феврале 2000 года, его прах был захоронен под центральным кругом футбольного поля.

## Конструкция стадиона
Строительство стадиона обошлось в 14,7 млн фунтов стерлингов. Он возведён на территории бывшей угольной шахты в районе Стаффорд. Работы начались в конце 1996 года и завершились в августе 1997 года. Трибуны стадиона могут вместить 28 383 болельщика (это количество было уменьшено до 27 500 в течение сезона 2008/09 из-за сегрегации) в четырёх консольных стенах. Главная западная трибуна состоит из двух рядов для размещения 7 357 зрителей (в том числе и СМИ). Бутэн-Энд и восточная трибуна вмещают 6 006 и 8 789 человек. Южная трибуна, которая используется главным образом для дальней поддержки, может вместить до 4 996 человек.
Стадион не может называться 4-звёздным стадионом УЕФА только потому, что он вмещает меньше, чем 30 000 человек. Раздевалки клубов, офисы, зал заседаний и магазин клуба помещены между западной и южной трибунами.

## Расположение трибун

### Бутэн-Энд
Бутэн-Энд вмещает до 6000 зрителей. Расположена на северной стороне стадиона.

### Трибуна Сэддон
Трибуна Сэддон — восточная трибуна стадиона. Она соединяется с Бутэн-Энд и следует по периметру до трибуны Фэмили.

### Западная трибуна
У главной трибуны есть два ряда, которые могут вместить приблизительно 12 000 зрителей и включают все офисы управления, раздевалки и рекламные места.

### Эвей-Энд
Самая горячая домашняя поддержка всегда была на южной трибуне, в неё вмещалось 4 700 человек. Когда «Сток Сити» играет в Премьер-лиге, болельщики в большинстве случаев превышают количество в 23 000 человек, поэтому эта трибуна была сделана таким образом, чтобы большее число болельщиком смогли смотреть игру с южной трибуны.

## Будущее развитие
Если «Сток Сити» закрепится в Премьер-лиге, руководство, возможно, рассмотрит заполнение угла между Бутэн-Энд и западной трибуной, что принесёт посещаемость более, чем 30 000 человек. Однако, всё же было принято решение оставить стадион в текущем состоянии. Это решение удалило стадион из списка 4-звездных стадионов УЕФА. Если клуб продолжит стабильные результаты в Премьер-лиге, тогда руководство клуба могут быть склонны увеличить количество болельщиков, заполняя западную трибуну.
Из-за продвижения «Стока» в Премьер-Лиге в сезоне 2007/08, с лета 2008 года был обновлен интерьер. Между трибуной Шэддон и южной трибуной поставили большой экран.

## Другие события
- Бон Джови выступал на стадионе во время своего «Краш Тур» 23 августа 2000.
- Стадион принимал финалы решающих встреч Национальной Конференции в 2002-03, 2003-04 и 2004-05.
- Стадион также принял международное матч молодёжных сборных Англии и Португалии 16 апреля 2002 года. Португалия выиграла со счетом 1-0.

## Собственность стадиона
Стадион первоначально принадлежал совместно футбольному клубу «Сток Сити», Сток-он-Трент Сити Консул и Сток-он-Трент Регенерейшн Лимитед. Однако, в декабре 2007 году «Сток Сити» объявил, что они согласовали договор о купле муниципального совета Сток-он-Трента и акций Сток-он-Трент Регенерейшн за 6 млн фунтов, что дало им полную собственность над стадионом.